# Acuticoxa
Acuticoxa is een geslacht van eenoogkreeftjes uit de familie van de Nannopodidae. De wetenschappelijke naam van het geslacht is voor het eerst geldig gepubliceerd in 2010 door Huys en Kihara.

## Soorten
De volgende soorten zijn  bij het geslacht ingedeeld:
- Acuticoxa biarticulata Huys & Kihara, 2010
- Acuticoxa ubatubaensis Huys & Kihara, 2010